# Dondogijn Zewegmid
Dondogijn Zewegmid (* 1915; † 1991) war ein mongolischer Schriftsteller und Politiker.

## Leben
Zunächst absolvierte er eine Ausbildung zum Lehrer. Hieran schloss sich ein Biologiestudium in Moskau an. Im Jahr 1950 promovierte er. Er war Mitglied der Mongolischen Revolutionären Volkspartei und wurde Mitglied ihres Zentralkomitees. Darüber hinaus hatte er den Vorsitz des Komitees der Partei für Hoch- und Fachschulwesen inne. Er gehörte dem Großen Volkshural, dem mongolischen Parlament, an und war Vorsitzender der parlamentarischen Gruppe des Parlaments. Ab 1972 war er Stellvertreter des Vorsitzenden des mongolischen Ministerrats.
Dondogijn Zewegmid wurde als Verdienter Lehrer der MVR ausgezeichnet und war Ehrendoktor der Lomonossow-Universität und der Berliner Humboldt-Universität. Darüber hinaus war er korrespondierendes Mitglied der Akademie der Wissenschaften der DDR.

## Werke
- Chonjtschin Naidan, (Der Schäfer Naidan), Erzählung, 1935
- Bold Sambuu chojor, (Bold und Sambuu), Erzählung, 1935
- Suragtsch Ganbat, (Der Schüler Ganbat), Erzählung, 1940
- Dsochioluud, (Werke), 1974